# راسيل لي
راسيل لي (بالإنجليزية: Russell Lee)‏ هو صحفي ومصور أمريكي، ولد في 21 يوليو 1903 في أوتاوا في الولايات المتحدة، وتوفي في 28 أغسطس 1986 في أوستن في الولايات المتحدة.

## وصلات خارجية
- راسيل لي على موقع ميوزك برينز (الإنجليزية)